# Iddrisu Baba
Iddrisu Baba Mohamed (ur. 22 stycznia 1996 w Akrze) – ghański piłkarz grający na pozycji środkowego pomocnika. Od 2015 jest piłkarzem klubu RCD Mallorca.

## Kariera klubowa
Swoją karierę piłkarską Baba rozpoczął w klubie CD Leganés. W 2015 roku został wypożyczony do rezerw RCD Mallorca, a w 2016 roku odszedł na stałe do tego klubu. W 2017 roku został wypożyczony do grającego w Segunda División B, Barakaldo CF. Swój debiut w nim zanotował 9 września 2017 w przegranym 1:3 wyjazdowym meczu z Realem Sociedad B. W Barakaldo spędził rok.
Latem 2018 Baba wrócił do RCD Mallorca i 19 sierpnia 2018 zadebiutował w nim w Segunda División w wygranym 1:0 domowym meczu z Osasuną. W sezonie 2018/2019 awansował z Mallorką do Primera División, jednak w sezonie 2019/2020 spadł z nią do Segunda División. W sezonie 2020/2021 wrócił z Mallorką do Primera División.
| Sezon   | Klub           | Kraj      | Rozgrywki          | Mecze | Gole |
| ------- | -------------- | --------- | ------------------ | ----- | ---- |
| 2015/16 | RCD Mallorca B | Hiszpania | Tercera División   | 34    | 1    |
| 2016/17 | RCD Mallorca B | Hiszpania | Segunda División B | 29    | 1    |
| 2017/18 | Barakaldo CF   | Hiszpania | Segunda División B | 30    | 1    |
| 2018/19 | RCD Mallorca   | Hiszpania | Segunda División   | 25    | 0    |
| 2018/19 | RCD Mallorca B | Hiszpania | Tercera División   | 1     | 0    |
| 2019/20 | RCD Mallorca   | Hiszpania | Primera División   | 36    | 0    |
| 2020/21 | RCD Mallorca   | Hiszpania | Segunda División   | 24    | 0    |

## Kariera reprezentacyjna
W reprezentacji Ghany Baba zadebiutował 14 listopada 2019 w wygranym 2:0 meczu kwalifikacji Pucharu Narodów Afryki 2021 z Południową Afryką, rozegranym w Cape Coast. W 2022 został powołany do kadry na Puchar Narodów Afryki 2021. Na tym turnieju zagrał w dwóch meczach grupowych: z Marokiem (0:1) i z Gabonem (1:1).